# Dolores Prato
Dolores Prato (geboren 12. April 1892 in Rom; gestorben 13. Juli 1983 in Anzio) war eine italienische Schriftstellerin.

## Leben
Dolores Prato war die Tochter der Witwe Maria Prato Pacciarelli und eines Rechtsanwalts aus Kalabrien, dessen Name unbekannt blieb, ihre Mutter hatte bereits aus ihrer Ehe mit einem römischen Beamten vier Kinder. Sie wuchs bei Verwandten, einem Priester und dessen alleinstehender Schwester, in Treia in der  Provinz Macerata in den Marken auf. Diese fanden für sie 1905 einen Platz im Internat der Salesianer in Treia. Prato schrieb über ihre Zeit bei den Nonnen später das Buch Le ore. 1912 ging sie nach Rom und besuchte ein Lehrerinnenseminar. Ab 1919 war sie Lehrerin in Sansepolcro, dann in Macerata und von 1923 bis 1930 in San Ginesio an der Schule von Vincenzo Cento. Aufgrund unterschiedlicher pädagogischer Vorstellungen wurde ihre Arbeit dort beendet, und Prato ging zurück nach Rom, wo sie sich mit Lehraufträgen und Privatunterricht durchschlug.
Nach Kriegsende war sie eine Zeitlang mit Andrea Gaggero befreundet. Sie schrieb einige Artikel für die kommunistische Zeitung Paese Sera. In den Folgejahren gewann sie mit ihren spärlich veröffentlichten Texten einige Anerkennungen. In den 1960er Jahren begann sie, eine  autobiografische Kollage von über eintausend Manuskriptseiten über ihre Kindheit und Jugend in Treia und im Lehrerinnenseminar anzulegen. Um 1970 war die Arbeit an Giù la piazza, non c’è nessuno beendet, aber erst 1977 reichte sie das Manuskript bei Einaudi ein. Die Lektorin Natalia Ginzburg kürzte den Text auf ein Drittel und arrangierte die Blöcke neu, um  potentiellen Lesern den Zugang zu erleichtern. Der Originaltext erschien erst 1997 postum bei Mondadori, herausgegeben vom Literaturwissenschaftler Giorgio Zampa.

## Werke
- Sangiocondo. Rom: Campana, 1963
- Scottature. Rom: Tip. Canella, 1967
- Giù la piazza, non c’è nessuno. Verkürzte Fassung. Turin: Einaudi, 1980
  - Giù la piazza, non c’è nessuno. Mailand: Mondadori, 1997
  - Unten auf der Piazza ist niemand : Roman. Übersetzung Anna Leube. Nachwort Esther Kinsky. München: Carl Hanser, 2024
- Le ore I. Herausgegeben von Giorgio Zampa. Mailand: Libri Scheiwiller, 1986
- Le ore II. Parole. Herausgegeben von Giorgio Zampa. Mailand: Libri Scheiwiller, 1988
- Le mura di Treia e altri frammenti. Treia, 1992
- Le Ore. Herausgegeben von Giorgio Zampa. Mailand, 1994
- Interno Esterno Interno. Herausgegeben von Giorgio Zampa. Treia, 1996
- Campane a Sangiocondo. Herausgegeben von N. Paolini Giachery. Rom 2009
- Sogni. Macerata: Quodlibet, 2010
- Roma, non altro. Macerata: Quodlibet, 2022
- Educandato. Macerata: Quodlibet, 2023